# San Juan Tezompa
San Juan y San Pedro Tezompa (del Náhuatl: Tezontli, pa ‘Tezontle, en o sobre’‘Sobre el tezontle’) en ocasiones nombrado únicamente como San Juan Tezompa es una población mexicana del Estado de México, y unos de los doce pueblos localizado en el municipio de Chalco y en los límites con la Alcaldía Tláhuac de la Ciudad de México.

## Localización y demografía
San Juan y San Pedro Tezompa se encuentra localizado en el extremo suroeste del territorio municipal de Chalco y hace límite con la Ciudad de México (en particular con la Alcaldía de Tláhuac), siendo las poblaciones más próximas en la Ciudad de México San Nicolás Tetelco y San Antonio Tecómitl, una carretera estatal la une a ellas hacia el oeste, mientras que hacia el noreste lo hace con las comunidades de Santa Catarina Ayotzingo, San Mateo Huitzilzingo y la cabecera municipal, la Ciudad de Chalco de Díaz Covarrubias de la que la separa una distancia de 20 kilómetros; sus coordenadas geográficas son 19°12′23″N 98°57′32″O / 19.20639, -98.95889 y su altitud es de 2 245 metros sobre el nivel del mar. San Juan y San Pedro Tezompa se encontraba originariamente en la ribera sur del antiguo Lago de Chalco, del que hoy solo quedan como remanente, entre otros, los llamados Humedales de Tláhuac y la zona de Chinampería de Míxquic, ubicada directamente al norte de San Juan y San Pedro Tezompa y que lo separa del pueblo de San Andrés Mixquic.
De acuerdo con los resultados del Censo de Población y Vivienda realizado en 2010 por el Instituto Nacional de Estadística y Geografía, la población total de San Juan y San Pedro Tezompa es de 11 819 habitantes, de los 5 781 son hombres y 6 038 son mujeres.